# Rob Brown (Schauspieler)

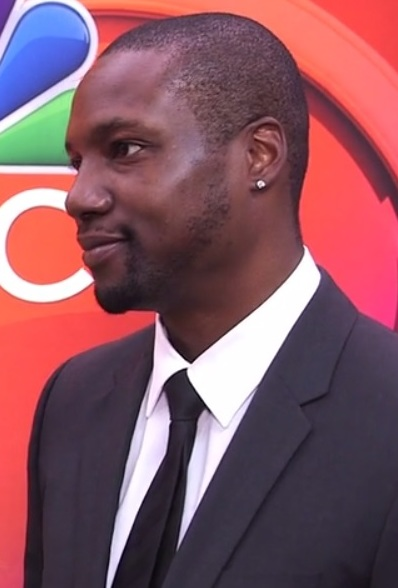
Rob Brown, 2015

Rob Brown (* 11. März 1984 in Harlem, New York City) ist ein US-amerikanischer Schauspieler.

## Leben und Karriere
Rob Brown wuchs in Brooklyn, New York City, auf. Dort absolvierte er 2002 die Poly Prep Country Day School.
Durch seine Hauptrolle in Forrester – Gefunden! an der Seite von Sean Connery trat der junge Schauspieler 2000 ins Rampenlicht. Er hatte noch keinerlei Bühnenerfahrung, als er diese Rolle annahm. Rob Brown bewarb sich für diese, als er versuchte zusätzlich Geld zu verdienen, um eine 300 $ teure Handy-Rechnung zu bezahlen. Nach einigen Rückrufen erhielt er die Rolle, für die er später vom Regisseur Gus Van Sant großes Lob erntete und den Young Artist Award und den Las Vegas Film Critics Society Award gewann.  Für seine Rolle als Trompeter Delmond Lambreaux in der HBO-Serie Treme (2010/12) wurde er von dem Jazztrompeter Nabaté Isles gecoacht.
Brown studierte am Amherst College in Massachusetts, wo er Football spielte und im Jahr 2006 seinen Abschluss machte.

## Filmografie (Auswahl)
- 2000: Forrester – Gefunden! (Finding Forrester)
- 2005: Coach Carter
- 2006: Dance! Jeder Traum beginnt mit dem ersten Schritt (Take the Lead)
- 2007: Live!
- 2008: Stop-Loss
- 2008: The Express
- 2010–2013: Treme (Fernsehserie, 37 Episoden)
- 2012: The Dark Knight Rises
- 2013: Don Jon
- 2015–2020: Blindspot (Fernsehserie, 92 Episoden)
- 2016–2017: Shooter (Fernsehserie, 5 Episoden)
- 2019: Preacher (Staffel 4, Episoden 7–8)
- 2022: We Own This City (Miniserie, 3 Episoden)